# クリス・カニンガム
クリス・カニンガム（Chris Cunningham、1970年 - ）はイギリスの映像作家、VJ。イングランド・レディング出身。ミュージック・ビデオやビデオ・インスタレーションの分野での活動で知られる。

## 概要・経歴
デヴィッド・フィンチャー、スタンリー・キューブリックらの下で映像制作に関わり、1996年にPV監督としてデビュー。エイフェックス・ツイン、オウテカ、スクエアプッシャーなどテクノアーティストをはじめ、ビョーク、マドンナなどのPVを手掛けている。オカルト、ホラーなどダークな描写を基調とした独特の世界観を表現したビデオで高い評価を受け、数々のミュージック・アワードを獲得している。自身もVJとしてワープ・レコードに所属し、ライブでプレイを行う事もある。

## その他
16歳くらいの頃、森の中でハンマーを持った9歳の子供に追い掛け回された過去がある。このことは「Come To Daddy」のPVのアイデアとして使われた。

## 主な作品

### ミュージック・ビデオ
- エイフェックス・ツイン - 「Come To Daddy」「Windowlicker」「Yellow Calx」
- オウテカ - 「Second Bad Vilbel」
- オトゥールズ - 「Back With The Killer Again」「Light Aircraft On Fire」
- スクエアプッシャー - 「Come On My Selector」
- ビョーク - 「All Is Full of Love」
- プラシーボ (バンド)  - 「36 Degrees」
- ポーティスヘッド - 「Only You」
- ザ・ホラーズ - 「Sheena Is A Parasite」
- マドンナ - 「Frozen」
- レフトフィールド feat. アフリカ・バンバータ - 「Afrika Shox」

### ショートフィルム
- Flex
- Monkey Drummer
- Rubber Johnny

### CM
- プレイステーション
- BMW・7シリーズ